# Copris bootes
Copris bootes là một loài bọ cánh cứng trong họ Bọ hung (Scarabaeidae).